# Futuras ampliaciones del TRAM - Metropolitano de Alicante

Esquema de red.

## Líneas 1, 2 y 3

### Estación Central
Una vez se construya la estación subterránea de Adif, o se defina su proyecto final, está previsto construir la estación del TRAM junto a ella para permitir la conexión entre ambos servicios ferroviarios.
Esta estación está previsto que cuente con 3 vías y 3 andenes, dos laterales de 80 m de longitud y 6 m de anchura más uno central de 80 m de longitud por 8 m de anchura. Se prevé una cola de maniobras con 4 vías, por donde se prolongará el túnel en un futuro hacia el oeste de la ciudad. La estación estará conectada la terminal de Adif mediante un vestíbulo subterráneo.
El proyecto pretende salir a licitación antes de finalizar 2020 tras la promesa electoral del presidente autonómico Ximo Puig.

### Prolongación Estación Central - Babel - Aeropuerto
El consistorio de Alicante junto con la Consellería de Transportes prevén la construcción de nuevas ampliaciones para las líneas 1, 2 y 3 que discurrirán subterráneamente desde la estación Central Intermodal de Alicante hasta la zona sur de la ciudad, en Babel. De esta forma se contribuirá a acercar la red TRAM a barrios tan poblados como La Florida, Babel o Ciudad de Asís. La línea 1 se prolongará hacia el aeropuerto; el trazado continuará desde la estación de Babel hasta entroncar con la Vía Parque Alicante - Elche, desde este punto continuará por el margen de dicho vial hasta la vertical del aeropuerto, donde seguirá en dirección al aeródromo.
Tras finalizar el túnel de Serra Grossa, el Consell trabaja para conectar las estaciones de Luceros (actual fin de red) con la estación de Renfe en avenida Salamanca.

### Variante de Serra Grossa
Entre las paradas de Sangueta y La Isleta existía un tramo de vía única que lastraba  las frecuencias de las líneas 1, 3 y 4, a lo que se le unía el riesgo de desprendimientos de rocas procedentes de la ladera de la Serra Grossa. Por todo ello la Consellería de Infraestructuras y Transportes decidió acometer una variante del trazado bajo la sierra, solucionando ambos problemas y liberando el espacio que ocupaban las vías para poder crear una zona peatonal que se engloba en el plan de reforma del frente litoral alicantino. 
Las obras se reemprendieron en 2017 y finalmente, el túnel de Serra Grossa se abrió el 18 de diciembre de 2018 en vía única y la apertura en doble vía (que permitirá ampliación de frecuencias y la circulación en doble vía en toda la red metropolitana entre Alicante y San Vicente y Campello) se realizó el 26 de abril de 2019.

### Reconversión Benidorm - Algar
Actualmente se trabaja en la electrificación, mejora y desdoblamiento del trazado entre la estación de Benidorm y la de Garganes en Altea, estas obras permitirán la prolongación de la línea 1 hasta el municipio alteano, a la que posteriormente se le unirá la nueva parada del Algar donde acabarán previsiblemente las líneas 1,5 y 9. Estas obras supondrán el acortamiento de la línea 9 hasta la nueva parada final de la línea 1, además permitirá que en un futuro la circulación de los tranvías de la línea 5.
Las obras se iniciaron en 2009 y se encuentran paralizadas desde 2010, tras haber realizado la primera fase de la obra civil -ampliación del carril ferroviario- en varios tramos de la línea (Parque Temático - Benidorm, Alfàs del Pi - Altea).
En 2018 se realizó la electrificación (sin duplicación de la vía) entre las paradas de Benidorm y la nueva Benidorm Intermodal, situada frente a la estación de autobuses de la localidad. La nueva estación entró en servicio en julio de 2018, eliminando la parada Disco Benidorm.

## Línea 5: Playa de San Juan - Puerta del Mar - Prolongación Urbanova
Este es un proyecto del Ayuntamiento de Alicante que se engloba en su Plan de Ordenación del Frente Litoral, aún no está claro los plazos del proyecto ni que administración llevará la iniciativa de la extensión tranviaria.
Con la nueva variante del aeropuerto de la línea ferroviaria de Alicante - Murcia perteneciente a Adif, el ayuntamiento de Alicante pretende crear un paseo marítimo que continúe desde el puerto de Alicante hasta el núcleo urbano de Urbanova, perteneciente al término municipal de Alicante. 
Aprovechando la creación de este paseo el consistorio propone la prolongación del TRAM desde la parada de Puerta del Mar a través de un túnel de nueva creación que se haría especialmente para el soterramiento del tráfico de la avenida Juan Bautista Lafora y la avenida Loring (incluido el tranvía). La línea seguiría por este túnel hasta llegar a la altura de la plaza de Galicia donde las vías emergirían y discurrirían en superficie siguiendo la costa hasta llegar al barrio de Urbanova donde está prevista que acabe la línea.
Por ahora, el tramo sin uso del antiguo ramal 4L se ha reutilizado desde junio de 2019, renombrado como Línea 5. Se trata del antiguo recorrido de la línea 4 (bucle de playa San Juan - Sangueta - La Marina - Puerta del Mar).

## Línea Villajoyosa - Algar
También llamada como el tranvía de la Marina, se apoya en el trazado de la línea 1 en la Marina Baja, permitirá desplazamientos cortos dentro de la comarca, dejando a la línea 1 como un servicio semidirecto, además servirá de refuerzo de las comunicaciones entre los núcleos urbanos de Villajoyosa, Benidorm y Altea.[cita requerida]

## Línea 8: Parque Temático - Benidorm Centro
Esta línea dará servicio al municipio de Benidorm, su función será de comunicar el parque temático Terra Mítica con la estación intermodal (estación del TRAM y de Autobuses) y con el centro urbano de Benidorm, de esta forma se busca reducir el tráfico en una ciudad que se encuentra saturado en los meses estivales.

## Línea 9: Transferencia del Tramo Benidorm - Algar, y reconversión de la línea
Con la mejora llevada a cabo en el tramo comprendido entre los municipio de Benidorm y Altea, antes mencionados, se acortará la línea 9 hasta el municipio alteano. En un futuro lejano se prevé que el tramo entre Altea y la ciudad de Denia se adapte a los trenes-tram para permitir la prolongación de la línea 1, de esta forma la línea 9 desaparecería o se transformaría en un servicio similar al de la línea 5 dando servicio a todas las paradas y dejando a la línea 1 como servicio semidirecto.[cita requerida]

## Línea Circular[citarequerida]
Esta línea circularía siguiendo la Gran Vía con un recorrido subterráneo y exterior. La circunvalación comenzaría en el sur de la ciudad, en el apeadero de Renfe en San Gabriel. Debido a que Adif quiere eliminar el tramo de vías entre Alicante y San Gabriel, quedaría libre el terreno para reutilizar la infraestructura. Desde el apeadero seguiría el mismo recorrido que el actual cercanías pero en doble vía en lugar de una única vía como lo hacía el Cercanías, para entroncar la Vía Parque en el nuevo tramo Palmeral-Alcalde Lorenzo Carbonell y enlazar con la parada proyectada de Babel frente al C.C.Puerta de Alicante. Seguiría el tramo común hasta la parada Gran Vía y de aquí empezaría a subir a la superficíe y circularía en el actual espacio sin uso que separan ambos sentidos de circulación. Poco antes del Mercado de Teulada volvería al trazado subterráneo unos 200 metros para luego volver a emerger y circular por el centro de una Gran Vía reestructurada con dos carriles por sentido llegando a Hospital donde se podría hacer trasbordo con la Línea 2. Seguiría el trazado por la Gran Vía con otra parada en la rotonda del Centro Comercial para enlazar con el trazado de la Línea 2 entre bulevar del Pla y La Goteta Plaza Mar, parada que dispondría de una nueva bifurcación hasta La Marina (Actual Línea 5), seguida por Puerta del Mar. Desde aquí se cerraría el anillo circular pasando por el frente litoral con un recorrido pasando por la estación de autobuses. Al llegar a la antigua estación de tren (Actual Casa Mediterráneo) se reacondicionaría la infraestructura viaria vigente pasando por la avenida de Elche y cerrando así el anillo en San Gabriel.

## Línea Alicante - Villafranqueza
El proyecto del TRAM contempla una línea que conectara la pedanía de Villafranqueza que parta como una bifurcación de la Línea 2 a la altura de la Ronda Norte.[cita requerida]

## Línea 6 (Intermodal - San Blas - Hospital San Vicente)
Esta línea partiría de la estación Intermodal, compartiendo túnel con la línea 2 hasta la altura del Puente Rojo, donde subiría recorriendo la Gran Vía hasta la altura de la calle Teulada.
Aquí giraría por la calle Teulada hasta encontrarse con la Vía Parque (Jaume I). Giraría entonces por Vía Parque hasta el cruce con la avenida de Novelda y desde ahí, subiría por ésta hasta entroncar con el trazado actual de la línea 2 a la altura de Ciudad Jardín.
ref:https://alicanteplaza.es/fgv-anuncia-una-nueva-linea-del-tram-de-alicante-de-la-florida-al-hospital-de-san-vicente

## Línea Alicante - Muchamiel
Primeros planes
Originalmente la Generalitat planteó esta línea como tranvía, su trayecto se bifurcaba de las líneas 1, 3 y 4 a la altura de la estación de Albufereta. Posteriormente se estuvo estudiando como línea de TVR (Transporte por Vía Reservada, trolebús de guiado óptico), que partiría desde algún punto del centro de Alicante (aún por determinar) y tendría como eje básico la recientemente reformada avenida de Denia, para luego atravesar San Juan de Alicante y hasta llegar a Muchamiel. Por todo se planteó crear una más de las nuevas líneas de trolebús que partirían de Alicante.

Proyecto final
Actualmente esta línea se ha vuelto a estudiar internamente en FGV como una línea de tranvía que circularía por la avenida Pintor Pérez Gil hacia el Hospital de San Juan y Muchamiel.
El conseller Arcadi España, confirmó tras el anuncio del President de la Generalitat, Ximo Puig, que la nueva línea de TRAM que conectará Alicante con San Juan, en una primera fase, conectará con el Hospital de Sant Joan y Benimagrell

## Línea Elche - Alicante
La Generalitat trabajó para completar el proyecto de prolongar el TRAM desde la estación Central de Alicante hasta el centro de Elche siguiendo el eje de la Vía Parque hasta llegar a la IFA, a partir de aquí la Generalitat está estudiando el conectar la IFA con Elche mediante dos trazados, uno por la Vía Parque y otro siguiendo la carretera de Alicante. (Posiblemente nombrada como línea 7)
Actualmente este proyecto se ha dado por perdido siendo desechado por parte del ayuntamiento de Elche, que no apuesta por la conexión mediante tranvía, apoyando la conexión por tren de Cercanías.

## Línea Elche - Aeropuerto
Esta línea sería un servicio que discurriría solamente por el término municipal de Elche, debido a un ramal que permitiría crear un triángulo ferroviario a la altura del Instituto Ferial Alicantino (IFA), permitiendo que desde Elche puedan llegar tranvías y trenes-tram tanto al aeropuerto como a Alicante sin necesidad de trasbordos.[cita requerida]
Actualmente este proyecto se ha dado por perdido siendo desechado por parte del ayuntamiento de Elche, que no apuesta por la conexión mediante tranvía, apoyando la conexión por tren de Cercanías.